# Бем, Шарль
Шарль Бем (люкс. Charles Behm; 17 января 1883, Люксембург (город), Люксембург — 15 февраля 1957, Люксембург (город), Люксембург) — люксембургский гимнаст, участник летних Олимпийских игр 1912 года (4-е место в основном командном первенстве и 5-е место в командном первенстве по произвольной системе).